# Die goldenen Äpfel der Sonne
Das Buch Die goldenen Äpfel der Sonne (The Golden Apples of the Sun) ist eine Sammlung von 22 Science-Fiction Erzählungen des US-amerikanischen Schriftstellers Ray Bradbury. Die amerikanische Originalversion erschien 1953 im Verlag Doubleday. Die Sammlung beinhaltet Kurzgeschichten, die zwischen 1945 und 1953 in verschiedenen Magazinen und Zeitschriften veröffentlicht wurden. Die deutsche Erstausgabe erschien im Jahr 1970 im Marion von Schröder Verlag unter dem Titel Geh’ nicht zu Fuß durch stille Straßen. Der Diogenes Verlag legte das Buch 1981  neu auf und übernahm den Originaltitel in deutscher Übersetzung.
Der Titel ist die letzte Zeile des Gedichtes The Song of Wandering Aengus von William Butler Yeats.

## Ausgaben
Es wurde 1990 von Bantam Books unter dem Titel Classic Stories I neu aufgelegt, dabei wurden auch Kurzgeschichten aus der Kurzgeschichtensammlung R is for Rocket verwendet. Allerdings wurden in dieser Ausgabe 4 Kurzgeschichten aus Die goldenen Äpfel der Sonne und eine aus R is for Rocket ausgelassen, die in den jeweiligen Originalausgaben noch vorhanden waren.
Die dritte und vierte Auflage erschien bei Avon unter den Titeln Golden Apples of the Sun (1997) und A Sound of Thunder and Other Stories (2005).

## Die Geschichten
- Das Nebelhorn (The Fog Horn)
- Geh nicht zu Fuß durch stille Straßen (The Pedestrian)
- Die Aprilhexe (The April Witch)
- Die Wildnis (The Wilderness)
- Die Früchte am Grund der Schale (The Fruit at the Bottom of the Bowl)
- Unsichtbarer Junge (Invisible Boy)
- Die Flugmaschine (The Flying Machine)
- Der Mörder (The Murderer)
- Der goldene Drachen, der silberne Wind (The Golden Kite, the Silver Wind)
- Ich Sie nie sehen (I See You Never)
- Stickerei (Embroidery)
- Das große Schwarz-Weiß-Spiel ( The Big Black and White Game)
- Ein Donnerkrachen (A Sound of Thunder)
- Die große weite Welt da drüben (The Great Wide World over There)
- Kraftwerk (Powerhouse)
- En la noche (En la noche)
- Sonne und Schatten (Sun and Shadow)
- Die Wiese (The Meadow)
- Der Müllkutscher (The Garbage Collector)
- Das große Feuer (The Great Fire)
- Willkommen und Lebwohl (Hail and Farewell)
- Die goldenen Äpfel der Sonne (The Golden Apples of the Sun)

## Kritiken
„Alptraumbilder, Ausflüge in die Phantasie, die bald locken, bald schocken. Bradbury auf der Höhe seines bestürzenden Könnens.“